# Acholeplasma morum
Acholeplasma morum è una specie di batterio appartenente alla famiglia delle Acholeplasmataceae.